# Talara megaspila
Talara megaspila är en fjärilsart som beskrevs av Walker 1866. Talara megaspila ingår i släktet Talara och familjen björnspinnare. Inga underarter finns listade i Catalogue of Life.